# OFI Kreta
Omilos Filathlon Irakleiou (grekiska: Όμιλος Φιλάθλων Ηρακλείου) eller OFI Kreta är en grekisk fotbollssklubb som bildades 1925. OFI kommer från staden Heraklion.
OFI vann den grekiska cupen säsongen 1986-1987.

## Spelartruppen
| Nr | Land          | Pos | Namn                    |
| -- | ------------- | --- | ----------------------- |
| 1  | Kamerun       | MV  | Devis Epassy            |
| 2  | Syrien        | F   | Abdul Rahman Weiss      |
| 3  | Grekland      | F   | Odysseas Lymperakis     |
| 4  | Grekland      | F   | Triantafyllos Pasalidis |
| 6  | Grekland      | F   | Nikos Marinakis         |
| 8  | Argentina     | MF  | Juan Neira              |
| 9  | Nederländerna | A   | Mike van Duinen         |
| 10 | Grekland      | MF  | Giannis Bouzoukis       |
| 11 | Australien    | MF  | Bruce Kamau             |
| 13 | Grekland      | MV  | Vasilios Sifakis        |
| 14 | Grekland      | F   | Praxitelis Vouros       |

| Nr | Land          | Pos | Namn                     |
| -- | ------------- | --- | ------------------------ |
| 15 | Grekland      | F   | Apostolos Diamantis      |
| 17 | Grekland      | A   | Fiorin Durmishaj         |
| 18 | Grekland      | F   | Kostas Giannoulis        |
| 19 | Grekland      | MF  | Kosmas Tsilianidis       |
| 21 | Spanien       | MF  | Jon Toral                |
| 26 | Grekland      | MF  | Paschalis Staikos        |
| 29 | Argentina     | MF  | Miguel Mellado           |
| 32 | Grekland      | MV  | Dimitrios Sotiriou       |
| 33 | Nederländerna | MF  | Jonathan de Guzmán       |
| 35 | Grekland      | MV  | Christos Mandas          |
| 38 | Grekland      | MF  | Konstantinos Balogiannis |